# Cau Faluga
Cau Faluga era el xalet dels propietaris de la Colònia Rusiñol, al municipi de Manlleu (Osona), catalogat com a bé cultural d'interès local.  Actualment, hi ha un restaurant.

## Història
El nom prové d'una de les dues cases de Sitges que l'escriptor i pintor Santiago Rusiñol va unir per crear el Cau Ferrat. El seu esplendor va ser entre els anys 1879 i 1896, quan era la residència de la família Rusiñol. Albert Rusiñol i Prats residia normalment a Barcelona, però a vegades s'estava a Manlleu per assumptes de la fàbrica i per reunions de treball (fou diputat per Vic i Barcelona, senador per Tarragona, president del Foment del Treball Nacional). El seu germà Santiago hi impulsaria trobades literàries i hi feia viatges en carro per a buscar ferros forjats per a la seva col·lecció i es cuidava del negoci quan el germà estava malalt. També pintà paisatges del voltant de la fàbrica i del riu Ter.
El 1940, els Rusiñol vengueren la fàbrica, que va tancar el 2009. Aleshores, la família Claramunt hi inicià una important restauració a tota la colònia, destacant-ne la del Cau Faluga, que després de molts anys d'abandonament i d'haver arribat a un estat lamentable, ha estat transformat en un restaurant.

## Descripció
D'estil romàntic de finals del segle xix i d'estil premodernista, es tracta d'un edifici de planta quadrangular de 18 m x 16 m situat en mig d'un jardí rectangular. Consta de planta baixa i dos pisos, clarament delimitats a la façana per unes línies decoratives a nivell dels forjats, i dos cossos d'habitatges per als obrers.
La façana principal és orientada a llevant i presenta unes línies de decoració verticals que la recorren de dalt a baix. S'accedeix a la casa mitjançant uns graons i la porta està coberta per una marquesina arrodonida. Als dos costats de la porta hi ha grans finestrals. Al segon pis hi ha finestres iguals que les del primer pis, mentre que a la darrera planta són més petites. La façana posterior repeteix el mateix esquema compositiu que la principal. Pel que fa a les façanes laterals, tenen una distribució d'obertures més irregular que a la resta.
En entrar a l'habitatge destaca la gran sala principal de 13 m x 7,5 m. La part davantera de la planta baixa està dividida en tres habitacions molt semblants. Al centre de la planta baixa hi ha una majestuosa escala que condueix al primer pis. En el replà que fa l'escala, feta de marbre i que conserva unes petites peces metàl·liques per subjectar l'estora, hi ha la inscripció Cau Faluga.
A l'interior conserva una llar de foc, dissenyada per Santiago Rusiñol i construïda per Enric Clarasó abans del 1891. Hi apareixen reflectides les dues activitats de la família. D'una banda hi ha representada la indústria mitjançant una roda dentada i una llançadora. A l'altre costat la paleta de pintor representa l'art i al centre hi ha un escut amb les quatre barres, i al damunt hi ha una àliga que és símbol de poder.
A la segona planta hi ha sis habitacions, totes elles amb llar de foc, i un bany. Algunes habitacions també tenen un pica de marbre. Al darrer pis hi ha una habitació gran amb llar de foc i la resta són més petites i no tenen sistema de calefacció.
L'estructura de la coberta és d'encavallades de fusta.